# Lewan Qenia
Lewan Qenia (georgisch ლევან ყენია englisch Levan Kenia; russisch Леван Кения ‚Lewan Kenija‘; * 18. Oktober 1990 in Tiflis, Georgische SSR, Sowjetunion) ist ein georgischer Fußballspieler, der meist im offensiven Mittelfeld agiert.

## Karriere

### Spieler

#### Verein
Lewan Qenia ist ein Neffe des ehemaligen Nationalspielers Giorgi Kiknadse. Er galt schon in seiner Jugend als großes Talent und absolvierte als 14-Jähriger einen Trainingslehrgang beim FC Barcelona. Seine ersten Spiele in einer erstklassigen Profiliga absolvierte er ab 2006 für seinen Heimatverein Lokomotive Tiflis. Im Januar 2008 wechselte er zum deutschen Bundesligisten FC Schalke 04, der ihn zunächst als A-Jugendlichen in der A-Junioren-Bundesliga einsetzte. Zu Beginn der Saison 2008/09 stieg Qenia in den Kader der ersten Mannschaft auf. Aufgrund der Regularien durfte er jedoch vor seinem 18. Geburtstag nicht in der Bundesliga spielen. Da für internationale Spiele andere Verordnungen gelten, konnte er am 2. Oktober 2008 das UEFA-Pokal-Heimspiel gegen APOEL Nikosia bestreiten, obwohl er seine Volljährigkeit noch nicht erreicht hatte. Im Frühjahr 2009 warfen ihn mehrfach Verletzungen zurück, so dass er im Laufe der Spielzeit nur zu einem einzigen Bundesliga-Einsatz kam: in der Partie gegen den Karlsruher SC wurde er am 11. April 2009 kurz vor Schluss eingewechselt. In der darauffolgenden Saison 2009/10 spielte sich Qenia unter dem neuen Trainer Felix Magath in die Stammelf des Bundesligisten, ehe ihn im November 2009 die Operation nach einer Sprunggelenkverletzung zurückwarf. In der gesamten Saison 2010/11 und der Hinrunde der Saison 2011/12 kam er infolgedessen nicht mehr zum Einsatz. Erst am 27. Januar 2012 kehrte Qenia nach zwei Jahren und drei Monaten auf den Trainingsplatz zurück.
Mit Auslaufen seines Vertrages am 30. Juni 2012 verließ Qenia den FC Schalke 04. Ursprünglich war ein Wechsel zum russischen Verein Zenit Sankt Petersburg vorgesehen, für den er im Juli 2012 auch ein Freundschaftsspiel bestritt. Qenia sah jedoch im Spielsystem des dortigen Trainers Luciano Spalletti keine Chancen für sich und unterzeichnete am 14. August einen Vertrag für zweieinhalb Jahre bei Karpaty Lwiw. Am 29. Juni 2013 kehrte er mit einem Vertrag bis zum 30. Juni 2015 zu Fortuna Düsseldorf zurück. Sein Vertrag wurde am 1. Juli 2014 aufgelöst. Elfmal war Qenia bei den Fortunen in der Zweiten Liga eingesetzt worden. Im Oktober 2014 wechselte er zu Slavia Prag. Im Januar 2017 gab dann sein ehemaliger Verein Lokomotive Tiflis die erneute Verpflichtung bekannt. Hier bestritt er infolge diverser Verletzungen nur ein Spiel in knapp zwei Jahren. Zur Saison 2018/19 schloss sich Kenia dann dem luxemburgischen Meister F91 Düdelingen in der BGL Ligue an. In seinem ersten Pflichtspiel konnte er sofort den Ligapokal gewinnen. Beim 2:0-Sieg gegen den RFC Union Luxemburg wurde er in der 75. Minute eingewechselt. Am Ende der Saison gewann Qenia auch die Meisterschaft und den Pokal. Doch schon im Juli 2019 wechselte Kenia zurück nach Georgien und schloss sich für ein Jahr dem FC Saburtalo Tiflis an. In der Winterpause der Saison 2021/22 wurde er dann offiziell, neben seiner Tätigkeit im Trainerteam, auch als Spieler des Regionalligisten KFC Uerdingen 05 reaktiviert. Hier absolvierte er bis zum Saisonende 12 Partien und stieg als Tabellenvorletzter in die fünftklassige Oberliga Niederrhein ab. 

#### Nationalmannschaft
Nach Einsätzen in den georgischen U-17- und U-19-Auswahlen spielte Qenia im Juni und August 2007 für die U-21-Nationalmannschaft. Noch mit 16 Jahren lief er erstmals für die georgische A-Nationalmannschaft auf. Sein Debüt gab er am 8. September 2007 beim Qualifikationsspiel für die Europameisterschaft 2008 gegen die Ukraine. Mit seiner Einwechslung in der 62. Minute wurde er der bislang jüngste Länderspieldebütant seines Landes. Fünf Tage später stand er bei einem Freundschaftsspiel in Aserbaidschan erstmals in der Startaufstellung der georgischen Elf. „Er war der beste U-17- und U-19-Spieler, und genauso war es in der U-21. Deshalb entschieden wir, dass er eine Chance in der A-Nationalmannschaft erhalten sollte. Er hat unsere Erwartungen erfüllt,“ sagte Georgiens Nationaltrainer Klaus Toppmöller nach Qenias ersten beiden Einsätzen. Das erste Match über 90 Minuten bestritt der Nachwuchsspielmacher am 21. November 2007 gegen Litauen, der letzte seiner vier Einsätze in der EM-Qualifikation. Das erste Tor für die georgische Auswahl erzielte er in einem Freundschaftsspiel gegen Estland im Mai 2008.

### Trainer
Zur Saison 2021/22 wurde Qenia in der viertklassigen Regionalliga West beim KFC Uerdingen 05 Co-Trainer von Dmitri Woronow. Nach dessen vorzeitiger Entlassung arbeitet er dort nun mit Alexander Voigt zusammen. Am Saisonende stieg der Verein als Tabellenvorletzter in die fünftklassige Oberliga Niederrhein ab. 

## Sonstiges
Der Spitzname des Fußballers ist Shakira. Sein Onkel Giorgi Kiknadse spielte von 2001 bis 2002 für den SC Freiburg.

## Erfolge
- DFB-Pokalsieger 2011
- DFL-Supercupsieger 2011
- Luxemburgischer Ligapokalsieger 2018
- Luxemburgischer Meister 2019
- Luxemburgischer Pokalsieger 2019
- Georgischer Pokalsieger 2019